# Conspicuous Rock
Der Conspicuous Rock (englisch für Auffälliger Felsen) ist ein Klippenfelsen im antarktischen Ross-Archipel. Er liegt in der South Bay der Ross-Insel.
Teilnehmer der britischen Terra-Nova-Expedition (1910–1913) des britischen Polarforschers Robert Falcon Scott benannten ihn nach seinem Erscheinungsbild.